# Gabriel Boussagol
Gabriel Gaston Boussagol  (* um 1880; † nach 1962) war ein französischer Romanist und Hispanist.

## Leben
Boussagol bestand 1908 die Agrégation im Spanischen. 1921 wurde er Maître de conférences. 1926 habilitierte er sich an der Sorbonne mit den beiden Thèses Angel de Saavedra, duc de Rivas. Sa vie. Son œuvre poétique (Toulouse/Paris 1926) und Angel de Saavedra, duc de Rivas. Essai de bibliographie critique (Bordeaux 1926). Von 1928  bis 1935 war er Professor für Spanisch an der Universität Toulouse. Dann ging er in die staatliche Unterrichtsverwaltung und war Rektor der Akademien (Unterrichtsbezirke) Clermont-Ferrand (1936–1937), Bordeaux (1938–1941) und Dijon (1941–1943).

## Werke
- (Hrsg.) Anthologie des poètes romantiques espagnols, Paris 1925, 1930, 1938, 1954
- (Hrsg.) Anthologie de la littérature espagnole des débuts à nos jours, Paris 1930, 1942, 1954
- Cours d’espagnol, 5 Bde., Paris 1950–1960
- Espagnol commercial, Paris 1951, 1966